# Moren
Moren är en sjö i Hultsfreds kommun i Småland och ingår i Emåns huvudavrinningsområde. Sjön är 22 meter djup, har en yta på 1,41 kvadratkilometer och befinner sig 166,1 meter över havet. Sjön avvattnas av vattendraget Lillån. Vid provfiske har bland annat abborre, bergsimpa, braxen och gädda fångats i sjön.

## Delavrinningsområde
Moren ingår i det delavrinningsområde (634810-148883) som SMHI kallar för Utloppet av Moren. Medelhöjden är 187 meter över havet och ytan är 16,89 kvadratkilometer. Det finns inga avrinningsområden uppströms utan avrinningsområdet är högsta punkten. Lillån som avvattnar avrinningsområdet har biflödesordning 3, vilket innebär att vattnet flödar genom totalt 3 vattendrag innan det når havet efter 130 kilometer. Avrinningsområdet består mestadels av skog (83 procent). Avrinningsområdet har 2,05 kvadratkilometer vattenytor vilket ger det en sjöprocent på 12,1 procent.

## Fisk
Vid provfiske har följande fisk fångats i sjön:
- Abborre
- Bergsimpa
- Braxen
- Gädda
- Lake
- Mört